# Gaultheria chiriquensis
Gaultheria chiriquensis là một loài thực vật có hoa trong họ Thạch nam. Loài này được Camp mô tả khoa học đầu tiên năm 1940.